# District de Schleitheim
Le district de Schleitheim est un ancien district suisse, situé dans le canton de Schaffhouse.

## Communes
- Beggingen
- Schleitheim
- Siblingen